# Hardcore Masterz Vienna
Hardcore Masterz Vienna ili H.M.V. je austrijski hardcore/gabber dvojac iz Beča, Austrija. Dvojac sastavljaju Robert Moispointner i Roman Malcsik.
2003. godine, dvojac je u američkoj izdavačkoj kući H2OH Recordings objavio svoju prvu vinilnu ploču World Of Core. Tijekom godina, dvojac je imao mnogo nastupa po raznim događajima kao što su Hotter Than Hell (Švicarska), Myths of Music (Nizozemska) i drugi. Nakon tri godine producentske stanke, dvojac je 2009. potpisao ugovor za Megarave Records u kojem će objaviti svoje uspješne radove poput "Project H.M.V.", "Bayern Des Samma Mir" i "Fuck It Up Right Now" koji će biti objavljeni u ploči Project H.M.V.

## Diskografija
- 2003. - World Of Core
- 2005. - Enforcers
- 2006. - Survivor
- 2009. - Project H.M.V.